# In Their Skin
In Their Skin is een Canadese thriller uit 2012 onder regie van Jeremy Power Regimbal. Hij schreef het verhaal samen met Justin Tyler Close en hoofdrolspeler Joshua Close.

## Verhaal
De welgestelde advocaat Mark en projectontwikkelaar Mary Hugnes verloren onlangs hun zesjarige dochter Tess in een verkeersongeval. Door hun moeite om het verlies te verwerken in hun drukke dagelijkse levens, dreigen ze uit elkaar te groeien. Daarom gaan ze samen met hun zoon Brendon (8) naar hun buitenhuis op het platteland, om tot rust en weer nader tot elkaar te komen.
Een dag na aankomst worden de Hughes' 's morgens vroeg wakker door kabaal naast hun huisje. Het drietal dat dit veroorzaakte, stelt zich voor als Bobby en Jane Sakowski en hun negenjarige zoon Jared. Bobby vertelt dat ze een huis nabij bewonen en hout kwamen neerleggen in de tuin, voor de haard. Mark reageert in eerste instantie weinig enthousiast op de mensen. Uit schaamte voor zijn houding nodigt hij het drietal uit om bij Mary en hem te komen eten.
De eenvoudige Sakowsi's tonen zich enorm enthousiast over het huis van de Hughes'. Ze overvallen die tijdens het eten bovendien door oneindig door te vragen over hun levens. Ze overschrijden daarbij de ene persoonlijke grens na de andere. Mark en Mary beginnen zich steeds ongemakkelijker te voelen, maar doen hun best kalm en vriendelijk te blijven. De maat is vol wanneer Brendon in paniek naar zijn moeder komt gerend. Hij was met Jared computerspelletjes aan het spelen op zijn kamer, maar die heeft daar een mes op Brendons nek gezet. Jared ontkent, maar Mary ziet de afdruk ervan nog op de keel van haar zoontje. Mark draagt het drietal daarop op om te vertrekken, met zichtbare moeite om zich te beheersen. Uit frustratie gooit hij daarna een vaas kapot, met daarin de bloemen die de Sakowski's hadden meegenomen. Bobby staat ongezien buiten voor het raam en ziet dit.
Wanneer Mark hond Harris even later naar buiten laat door de tuindeur, hoort hij kort daarna een geweerschot en kort gejank. Gewapend met zijn eigen geweer gaat hij op onderzoek uit, maar wordt in gijzeling genomen door Bobby. Die dringt samen met Jane en Jared het huis van de Hughes' weer binnen, terwijl hij Mark onder schot houdt. Zo neemt hij Mary en Brendon ook in gijzeling. Bobby dwingt de Hughes' vervolgens om alles te doen wat ze normaal ook doen, onder de ogen van Jane, Jared en hemzelf. Dat houdt in dat ze eten moeten maken, dansen, vrijen, alles. Bobby, Jane en Jared willen precies zo'n leven als de Hughes. Om te zien hoe ze dat moeten leiden, dwingen ze hun voorbeelden om alles exact voor te doen, alsof er niets aan de hand is.

## Rolverdeling
- Selma Blair - Mary
- Joshua Close - Mark
- James D'Arcy - Bobby
- Rachel Miner - Jane
- Quinn Lord - Brendon
- Alex Ferris - Jared
- Matt Bellefleur - Toby